# Haslingden
Haslingden is een plaats en civil parish in het bestuurlijke gebied Rossendale, in het Engelse graafschap Lancashire met 16.849 inwoners.

## Geboren in Haslingden
- Connie Hyde
- Benjamin Ashworth Ramsbottom